# 武田流中村派合気道
武田流中村派合気道（たけだりゅう なかむらは あいきどう）は、武田流合気之術を受け継ぐ合気道の流派である。武田流合気之術　第43世宗家・大庭一翁の内弟子である中村久が設立した。
（植芝盛平の合気道とは別系統）
特徴として「秘之打ち」と呼ばれる手刀打ちと合気柔術の投げ技を導入した、綜合乱取り試合を行っている事が上げられる。
なお、武田流中村派は、合気道の他にも柔拳法、居合道、杖術、剣術を含み、それらの全てにおいて試合を導入している。